# Gustave Boulanger

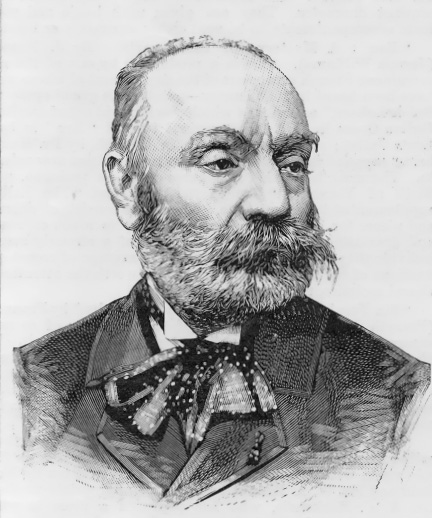
Gustave Boulanger

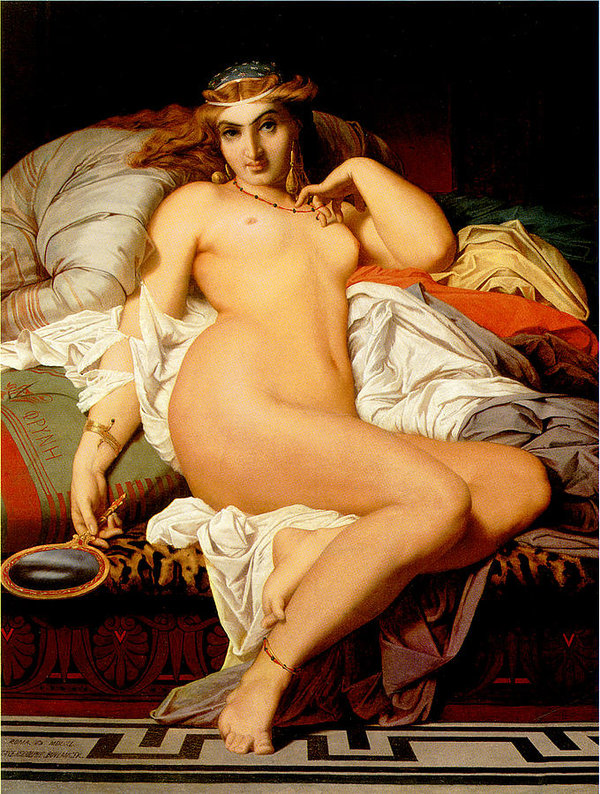
Phryne (Öl auf Leinwand, 185 × 152 cm; Van Gogh Museum, Amsterdam)

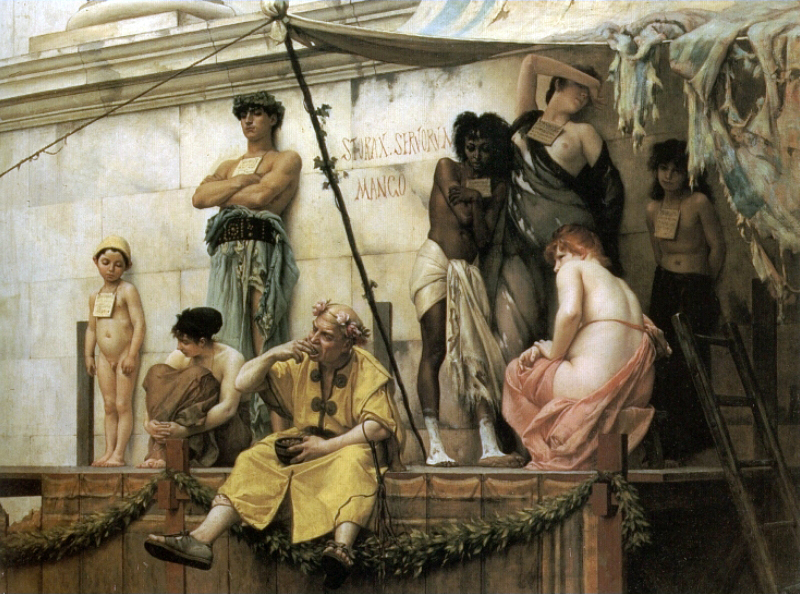
Der Sklavenmarkt

Gustave Clarence Rodolphe Boulanger (* 25. April 1824 in Paris; † 22. September 1888 ebenda) war ein französischer Maler. Sein Werk gehört zur sogenannten Salonmalerei und ist teilweise dem Orientalismus zuzuordnen.

## Leben und Werk
Boulanger war an der École des Beaux-Arts Schüler der Maler Paul Delaroche und Pierre Jules Jollivet. Mit 30 Jahren unternahm er eine fast zweijährige Studienreise nach und durch Italien. In Rom hatte er mit seinem Werk Cäsar am Rubico einen großen Erfolg, den er nach seiner Rückkehr in Paris fortsetzen konnte. Zu seinen ersten Werken in Frankreich gehörten Maestro Palestrina, Der Araber und Die Kabylen, die beim Publikum große Beachtung fanden.
Viele der während seiner Studienreise entstandenen Skizzen wurden zu Vorarbeiten für seine Werke mit antiken Motiven, wie zum Beispiel für Lucretia, Lesbia und Die pompejanische Kränzehändlerin. Seine Sujets ähnelten denen seines Malerkollegen Jean-Léon Gérôme und begeisterten Napoléon III., der Boulanger daraufhin beauftragte, sein Pariser Palais im „pompejanischen Stil“ auszugestalten. Im Alter von 62 Jahren starb der Maler 1888 in Paris.

## Schüler
- Maurice Bompard (1857–1936)
- John Leslie Breck (1860–1899)
- Ralph Wormeley Curtis (1854–1922)

## Werke (Auswahl)
- Cäsar am Rubico
- Maestro Palestrina (1857)
- Der Araber (1861)
- Die Kabylen (1863)
- Die Reiter der Sahara (1864)
- Lukretia
- Lesbia
- Die pompejanische Kränzehändlerin
- Der Sklavenmarkt (vor 1882)